# 东川魔芋
东川魔芋（学名：Amorphophallus mairei）为天南星科魔芋属的植物。多年生草本。分布于老挝以及中国大陆的云南等地，目前尚未由人工引种栽培。